# 臺灣教育令
《臺灣教育令》通常指的是臺灣日治時期臺灣總督府為了臺灣特殊環境所頒布的有關教育的法律命令。該命令主要發布過兩次，分別為1919年發布的第一次《臺灣教育令》（大正8年勅令第1號）、1922年發布的第二次《臺灣教育令》（大正11年勅令第20號）。並依實際狀況及相關法律改變，而有多次改正（法令修訂）。前述第二次台灣教育令曾在1933、1935、1941、1943年多次修訂，未曾發布第三次台灣教育令。

## 臺灣早期教育制度
在第一次《臺灣教育令》公布之前（1895年（明治28年）5月至1919年（大正8年）），在臺灣的日本人教育是依據日本內地的法令實施的，而臺灣人的教育則僅依據臺灣總督府發布的《學校官制》、《學校規則》及《學校令》進行，因此尚未形成完善的學校制度，這一時期著重在設立國語傳習所、小學校、公學校、臺灣總督府國語學校、師範學校與醫學校等新式教育機構為重點，並保持私立學校與漢人的書房教育。
1896年（明治29年）3月31日，臺灣總督府公布「臺灣總督府直轄諸學校官制」，國語學校開始培育台灣人學習國語（日語），起初修業年限3年，後改為4年，是為台灣中學教育的開端。
1898年（明治31年），臺灣總督府開始執行《台灣公學校令》，規定8－14歲的孩童可就讀公學校，修業年限為4年，是為台灣小學制度的開端。

## 第一次臺灣教育令
本法令共分為6章32條，由第七任臺灣總督明石元二郎於1919年（大正8年）1月4日發布開始實施，直到1922年（大正11年）4月1日因第二次臺灣教育令的頒布而廢止。
第一次《臺灣教育令》的公布，各級教育機關系統至此完整建立。第一條開宗明義曰：「在臺灣之臺灣人之教育根據本令。」確定公學校修業年限為6年（同令第八條），就學年齡規定七歲（同令第九條）（即六足歲），應施以「生活必須的知識技能」（同令第七條）課程增加日本歷史與工藝。
中學則改稱「高等普通學校」，入學資格為「修業年限六年的公學校畢業或同等學力」、「6年公學校畢業或同等學歷」，修業年限四年。高等普通學校可加設一年制的「師範科」，用來培養公學校的師資；官立或公立實業學校亦可加設一年制的「師範科」，以養成簡易實業學校的教員。
然而，該法令的適用對象僅限於臺灣人，日本人與臺灣人的教育制度仍有所不同，臺灣人與日本人的差別待遇與公布前相比並未改變。臺灣人的教育水準依然低於同學年的日本人學校。
該法令依據《教育敕語》的精神，以培養忠誠善良的國民為根本宗旨（第2條），並將教育分為「普通教育」、「實業教育」、「專門教育」及「師範教育」四個類別加以規定。

### 普通教育
重視身體發展，實施德育，教授一般知識與技能，培養作為日本國民的品格，並推廣國語（日本語）。
- 公學校

修業年限為6年（可縮短），入學資格為年滿7歲者。
限官立（國立）或公立學校。
- 高等普通學校

修業年限為4年，入學資格為修業年限6年的公學校畢業生。
限官立（國立）或公立學校。
- 女子高等普通學校

修業年限為3年（比男子短1年），入學資格為修業年限6年的公學校畢業生。
可設置修業年限3年以內的實科課程。
限官立（國立）或公立學校。

### 實業教育
教授與農業、工業、商業及其他實業相關的知識與技能。
- 實業學校

修業年限為3年或4年，入學資格為修業年限6年的公學校畢業生。
- 簡易實業學校

修業年限及入學資格由臺灣總督另行規定。

### 專門教育
教授高等學術與技藝。
- 專門學校

限官立（國立）。
修業年限為3年或4年，入學資格為該專門學校的預科修畢者，或高等普通學校畢業生。
可設置修業年限3年或4年的預科，入學資格為修業年限6年的公學校畢業生。

### 師範教育
培養成為公學校教員的人才。
- 師範學校（限官立〈國立〉）

1. 預科：修業年限1年，入學資格為修業年限6年的公學校畢業生。
2. 本科：修業年限4年，入學資格為師範學校預科修畢者。

- 公學校教員講習所

修業年限1年，入學資格由臺灣總督另行規定。
- 高等普通學校師範科・女子高等普通學校師範科

以培養公學校教員為目標。
修業年限1年，入學資格為高等普通學校或女子高等普通學校的畢業生。
- 官立（國立）或公立實業學校師範科

以培養簡易實業學校的教員為目標。
修業年限1年，入學資格為實業學校畢業生。

### 學校名稱變更
部分學校名稱改為以下：
臺灣公學校 → 公學校
臺灣公立中學校 → 高等普通學校
臺灣總督府國語學校附屬女學校 → 女子高等普通學校
臺灣總督府醫學校 → 專門學校
臺灣總督府國語學校公學師範部乙科 → 師範學校

## 第二次臺灣教育令
新教育令共有27條，由第八任台灣總督田健治郎於1922年（大正11年）2月6日公布，並於同年4月1日實施以取代之前的第一次臺灣教育令，並且由於同化政策的緣故，將《臺灣教育令》的適用範圍由原先的僅限臺灣人改為「臺灣之教育」（第1條）。
此政策使得臺灣的初等教育至高等教育皆全面納入統一的教育制度，臺灣人與日本人適用相同的教育體系並實施日台共學制度。然而初等教育方面，首次規定以語言的使用狀況，而非以原先的以原籍來作為入學的標準，規定「國語常用者」入小學校，其法令則依內地之〈小學校令〉規範；而「非國語常用者」則入公學校，公學校相關規則，則由台灣總督定之。
國語（日本語）為常用語的學童（日本籍與部分國語家庭之臺灣人）進入小學校。
國語（日本語）非常用語的學童（大部分臺灣人）進入公學校。
中等教育以上則依照日本內地的《中學校令》等法規進行，採取男女分校，並依自身學力參加考試入學，並推行日臺共學制度，使日本人與臺灣人能在同一學校共同學習。原則上，中等學校以上為日台共學；而初等教育規定日籍子弟入小學校，再進男女分校中學校，而專門學校或大學。台籍子弟入公學校，就進實業教育學校就讀，準備就業。

### 主要差異
1. 國語（日本語）為常用語的臺灣人：初等教育適用《小學校令》，於小學校就讀。
2. 國語（日本語）非常用語的臺灣人：初等教育於公學校進行，並將公學校的修業年限與入學資格調整成與小學校一致。
3. 入學資格：由7歲調整為6歲以上。
4. 設立高等科與補習科：
  - 高等科：修業年限2年。
  - 補習科：補助性質的教育課程。
5. 學校名稱與日本內地相對應：
  - 公學校（6年） = 尋常小學校。
  - 公學校高等科（2年） = 高等小學校。
6. 中等教育：依《中學校令》、《高等女學校令》、《高等學校令》進行，高等普通學校與女子高等普通學校的名稱則被廢止。
7. 實業教育：依《實業學校令》進行。
8. 專門教育：依《專門學校令》進行。
9. 大學教育：新增大學與其預備教育的相關規定，適用《大學令》。
10. 師範教育改革：
  - 師範學校改為官立（國立）或公立（州立、廳立）。
  - 設立「小學師範部」與「公學師範部」，分別培養小學校與公學校的教員。
  - 修業年限：
    - 男子6年（普通科5年＋演習科1年）。
    - 女子5年（普通科4年＋演習科1年）。

  - 入學資格：
    - 普通科：尋常小學校畢業生。
    - 演習科：普通科修畢者、中學校畢業生或修業年限4年的高等女學校畢業生。

  - 可設置研究科或講習科。
  - 可設置附屬小學校、公學校，如有特殊情況，可以公立小學、公立公學校代用。
  - 官立、州立、廳立的中學校或高等女學校可附設師範學校的演習科或講習科。

## 後續修正

### 1933年（昭和8年）
- 《昭和8年勅令第24號》：延長師範學校的就學年限。

### 1935年（昭和10年）
- 《昭和10年勅令第45號》：針對實業補習教育設置特例規定。

### 1941年（昭和16年）
1941年3月，因為內地頒布《國民學校令》（昭和16年勅令第148號），第二次台灣教育令因而隨之修訂，台灣的小學校和公學校從此和內地一致，均改稱「國民學校」。
- 《昭和16年勅令第255號》：於3月26日公布，並於4月19日起臺灣正式開始皇民化教育，加強臺灣人的日本化。
- 主要差異：
  1. 《小學校令》改為《國民學校令》。
  2. 尋常小學校、公學校 → 國民學校初等科。
  3. 高等小學校、公學校高等科 → 國民學校高等科。
  4. 臺灣總督可因特殊情況設置特例（第11條第2項）。
  5. 臺灣公立國民學校規則（昭和16年臺灣總督府令第47號）第2條：不適用《國民學校令》之義務教育規定，因此未全面實施義務教育制度。

### 1943年（昭和18年）
公布《中等學校令》（昭和18年勅令第114號），對中等教育進行改革：
- 「中學校令」變更為《中等學校令》中關於「中學校」的部分。
- 「高等女學校令」變更為《中等學校令》中關於「高等女學校」的部分。
- 「實業學校令」變更為《中等學校令》中關於「實業學校」的部分。

修改《臺灣公立國民學校規則》（昭和18年臺灣總督府令第45號）：
- 恢復適用《國民學校令》第8條（義務教育規定）。
- 自昭和18年（1943年）4月1日起，6歲兒童開始實施義務教育。
- 但依據第2條特例，義務教育年限僅6年（而非《國民學校令》原訂的8年）。
- 學費仍需繳納，未完全免費。

## 影響與總結
1922年教育令推動日臺共學，但仍藉由語言能力來區分學童，使臺灣人多數就讀公學校，與日本人就讀的小學校仍存有差異。
1941年皇民化教育後，臺灣教育體系完全轉向日本化，並逐步強制國語（日本語）使用。
1943年後，臺灣義務教育正式實施，但仍維持6年，未達日本內地的8年標準。
這套教育體系一直延續到1945年（昭和20年）二戰結束，日本戰敗退出臺灣，才終止日本殖民統治下的教育制度。

## 外部連結
- 臺灣教育令, 國立臺灣圖書館
- 臺灣教育令內容 （页面存档备份，存于）, 數位典藏與數位學習國家型科技計畫 Taiwan e-Learning & Digital Archives Program
- 第一次《台灣教育令》全文
- 臺灣教育令（1919） （页面存档备份，存于）
- 第二次《台灣教育令》全文
- 臺灣教育令（1922） （页面存档备份，存于）